# L.C. Borup
Ludvig Christian Borup (6. juli 1836 i Randers – 18. januar 1903) var finansborgmester i Københavns Kommune og juridisk forfatter.
Han var søn af købmand og tobaksfabrikant i Randers Jørgen Christian Borup og Eduardine Cathrine f. Neckelmann, blev student 1854 og juridisk kandidat 1859. Kort efter sin embedseksamen fik Borup ansættelse i Indenrigsministeriet, hvor han blev fuldmægtig 1868, ekspeditionssekretær året efter og kontorchef 1875. I 1878 blev Borup udnævnt til assessor i Den kongelige Landsoverret samt Hof- og Stadsret og beklædte dette embede indtil 1883, da han af Borgerrepræsentationen blev valgt til borgmester for Københavns Magistrats 2. Afdeling. Han var medlem af Københavns Havneråd og Karantænekommissionen, Tuberkulosekommissionen og direktionen for Thorvaldsens Museum, Kommandør af Dannebrog og Dannebrogsmand.
Som sådan gennemførte han den vigtige og betydningsfulde indlemmelse af en del af Hvidovre Sogn, af Sundby og Nathanaels Sogne på Amager samt af Brønshøj Sogn under staden København. Fra 1901 til sin død var han tillige medlem af Landstinget for Højre. Han var den sidste konservative finansborgmester i hovedstaden. Derefter kom posten på Socialdemokratiets hænder med efterfølgeren Jens Jensen.
Ved siden af de anførte stillinger var Borup fra 1869-83 ansat som docent i landbolovgivning ved Veterinær- og Landbohøjskolen. Foruden nogle mindre arbejder af landboretligt indhold, hvoriblandt en afhandling om fæsteloven af 19. februar 1861, der udkom i Ugeskrift for Retsvæsen 1867, har Borup under titlen Den danske Landboret (1873, 2. udg. 1880) givet en fuldstændig fremstilling af hele vor landbolovgivning, som hans mangeårige administrative virksomhed havde givet ham rig lejlighed til at lære at kende og anvende. Værket behandler ikke landborettens historiske udvikling og indlader sig kun lidet på undersøgelse af spørgsmål af udelukkende teoretisk betydning. Dette fortjenstfulde værk, der indeholder en fuldstændig fremstilling af den danske landbolovgivning, er nu forældet, men det har haft en stor praktisk betydning. Han døde den 18. januar 1903.
Borups Allé i København er opkaldt efter ham.

To anekdoter fra hans tid som finansborgmester på Københavns rådhus
Nytårsnat 1899-1900 ringer Finansborgmester Borup det ny århundrede ind ved manuel ringning af klokkerne (de fire små - den store var ikke færdig) i Rådhustårnet. Til opgaven havde han følge af 10 mand der blev stillet  2 kr, cigarer og madeira i udsigt som betaling for at ringe i en halv time.
12. januar 1903 åbnede Borup Borgerrepræsentationens første møde på Københavns rådhus efter man havde flyttet fra det gamle råd- og domhus på Nytorv. I dagens anledning brugte man Rådhushallen. Borup blev hyldet som drivkraft bag det ny rådhus som "Rådhusets fader". Det fremgår af interviews i datidens aviser at Borup er ganske tilfreds. Den 18. januar gik Borup bort.